# Malhação 2014
A vigésima segunda temporada da série de televisão brasileira Malhação, popularmente chamada de Malhação 2014 ou de Malhação Sonhos, foi produzida pela TV Globo e exibida de 14 de julho de 2014 a 14 de agosto de 2015.
Escrita por Rosane Svartman e Paulo Halm, com colaboração de Cláudia Sardinha, Diego Miranda, Fabrício Santiago, Juliana Lins, Márcio Wilson, Mário Viana e Natália Sambrini, teve a supervisão de texto de Glória Barreto e Charles Peixoto. Dirigida por Cristiano Marques, Felipe Strazzer, João Paulo Jabur, Marcus Figueiredo e Noa Bressane, teve direção geral de Luiz Henrique Rios (posteriormente de Marcus Figueiredo) e núcleo de José Alvarenga Jr..
Contou com Bruna Hamú, Arthur Aguiar, Maria Joana, Eriberto Leão, Emanuelle Araújo, Marcelo Faria, Guilherme Hamacek, Manu Gavassi, Jeniffer Nascimento, Felipe Simas, Anajú Dorigon, Rafael Vitti e Isabella Santoni nos papéis principais.
A temporada é marcada por trazer de volta como cenário principal uma academia, um dos principais itens de sucesso nas temporadas iniciais da novela, e por recuperar a audiência perdida na temporada anterior.

## Produção
Para a abertura, a cantora Pitty regravou "Agora só Falta Você", música de Rita Lee. Foi a primeira abertura da história de Malhação a ter, como tema, uma música cantada por uma mulher. Para a composição que mudar o visual, como Isabella Santoni, Arthur Aguiar e Felipe Simas, que cortaram seus cabelos. Também para a composição dos personagens, os atores fizeram aulas de canto, dança e muay thai. Em homenagem ao ator José Wilker (1946-2014), a praça onde se localizam todos os cenários da temporada foi batizada com seu nome. No dia 12 de novembro de 2014, o capítulo de Malhação não foi exibido em função do amistoso entre Brasil x Turquia.
Nesta temporada, uma academia voltou a ser o cenário principal da série, depois de 16 temporadas com o cenário sendo um colégio de ensino médio. Foi a primeira temporada de todo o seriado a exibir uma cena de nudez explícita. Na cena, os seios da atriz Helena Fernandes apareceram completamente nus, enquanto ela fazia um autoexame de toque para identificar se estava com câncer de mama. A cena foi ao ar no dia 9 de outubro de 2014, como parte da divulgação da campanha do Outubro Rosa. Esta temporada foi a estreia de Rafael Vitti (filho dos atores João Vitti e Valéria Alencar) na televisão.

### Participações especiais
- Foi a quinta temporada em que Helena Fernandes participou de Malhação. A atriz já havia feito participações nas temporadas de 2000, 2007, 2009 e em 2011, quando interpretou a mãe do protagonista Gabriel.[22]
- Foi a terceira temporada em que Odilon Wagner participou de Malhação. O ator já havia feito participações nas temporadas de 2002 e 2011.[23]
- Foi a quinta temporada em que Mário Frias participou de Malhação. O ator já havia protagonizado as temporadas de 1999 e 2000, e feito participações nas temporadas de 1997 e 1998.[24]
- Vários personagens da temporada de 2012 retornaram ao seriado nesta temporada. Alguns deles foram: Gil (Daniel Blanco), Orelha (David Lucas), Morgana (Cacá Ottoni), Robson (Maksin Oliveira), Lia (Alice Wegmann) e Fatinha (Juliana Paiva) em participações especiais; e ainda, Nando (Leo Jaime) e Fabi (Jéssica Lobo) no elenco fixo.[25][26]

## Enredo e temas abordados
A trama desta temporada se passa na Academia de Artes Marciais do Gael (Eriberto Leão) e na Escola de Artes Ribalta. A temporada conta a história de amor entre Duca (Arthur Aguiar), que sonha em ser um grande campeão de muay thai, e Bianca (Bruna Hamú), que sonha em ser uma atriz tão boa quanto sua falecida mãe era. Mas a confusão começa quando Karina (Isabella Santoni), irmã de Bianca e aluna de muay thai, também se apaixona por Duca, e quando descobre que sua irmã está o namorando, inicia uma guerra com ela. Duca e Bianca terão de enfrentar diversos outros obstáculos e dilemas da fase adulto-juvenil, tais como a primeira vez de Bianca. Outros personagens que também se destacam nesta temporada são Pedro (Rafael Vitti), um garoto que sonha em ser um grande guitarrista e é pago por Bianca para namorar Karina e fazê-la esquecer Duca, mas acaba se apaixonando de verdade pela lutadora; Sol (Jeniffer Nascimento), uma menina humilde que sonha em soltar sua bela voz para o mundo; Gael, um mestre em muay thai com um temperamento difícil e pai de Bianca e Karina; Cobra (Felipe Simas), um garoto que tem problemas em controlar sua raiva e sonha em ser o melhor lutador da academia, custe o que custar; e Jade (Anajú Dorigon), uma moça competitiva e desleal que sofre de tricotilomania, mantém uma rivalidade com Bianca e sonha em ser uma ótima bailarina para ser o orgulho de sua mãe, Lucrécia (Helena Fernandes), uma mulher que enfrenta um câncer de mama.
Outra trama desta temporada é o mistério sobre a suposta morte de Alan (Diego Amaral), irmão de Duca, que havia morrido em uma luta ilegal na Academia Khan, concorrente da Academia do Gael. A Khan, comandada pelo mestre Lobão (Marcelo Faria), antigo amigo e agora rival de Gael, é formada principalmente por marginais e é envolvida em um esquema clandestino de lutas ilegais. A namorada de Lobão, Nat (Maria Joana), esconde um grande segredo: teve um caso secreto com Alan quando ele ainda estava vivo, e agora está decidida a descobrir o que realmente aconteceu com o lutador. Uma trama que cativou o público foi a luta de Mari (Maria Luíza Campos) para enfrentar uma gravidez indesejada na adolescência, no momento em que se preparava para tentar a carreira de cantora. O apoio do namorado Jeff (Cadu Libonati) e da professora Dandara (Emanuelle Araújo) foram fundamentais para que a doce menina de Joaçaba conseguisse superar as dificuldades e tornar-se cantora. Todos os personagens desta temporada de Malhação têm sonhos grandes e estão determinados a conquistá-los. Mas o destino é incerto e eles precisam enfrentar as dores e delícias dessa busca. Vitórias e derrotas, aplausos e vaias que testam seus valores e colocam em cheque suas personalidades.

### Temas abordados
Tendo como temas principais o muay thai, a música e as artes cênicas, esta temporada também abordou em sua trama diversas outras temáticas úteis, sociais e muitas vezes até educativas, como por exemplo:
- As lutas clandestinas, pelo núcleo da Academia Khan, formada principalmente por marginais;[28]
- A liberdade, por meio dos espetáculos apresentados pelos alunos da Ribalta, que sempre têm como objetivo "abrir a mente" das pessoas;
- O preconceito contra dançarinos do sexo masculino, por meio do personagem Lincoln (Edmilson Barros), que achava que seu filho Jeff (Cadu Libonati) era homossexual só porque praticava dança;[29]
- A gravidez na adolescência, por meio da personagem Mari (Maria Luiza Campos);[30]
- A orientação sexual, por meio do personagem Jeff (Cadu Libonati), que no início da trama, era inseguro sobre sua sexualidade;
- A perda da virgindade, por meio da personagem Bianca (Bruna Hamú), que sofria pressão do futuro namorado Duca (Arthur Aguiar) para que se relacionasse sexualmente com ele;[31]
- A tricotilomania, por meio da personagem Jade (Anajú Dorigon), que arranca seus cabelos quando fica nervosa;[32]
- O câncer de mama, por meio da personagem Lucrécia (Helena Fernandes). Em uma cena, inclusive, a atriz chegou a aparecer com os seios completamente nus, fazendo o autoexame de toque para identificar se estava com câncer ou não.[33]

## Elenco
| Intérprete          | Personagem                            |
| ------------------- | ------------------------------------- |
| Bruna Hamú          | Bianca Duarte                         |
| Arthur Aguiar       | Carlos Eduardo Menezes (Duca)         |
| Isabella Santoni    | Karina Duarte / Karina Lobo           |
| Rafael Vitti        | Pedro Ramos                           |
| Maria Joana         | Natália Barreto (Nat)                 |
| Felipe Simas        | Ricardo Tucci Cobreloa Duarte (Cobra) |
| Anajú Dorigon       | Jade Gardel                           |
| Eriberto Leão       | Gael Duarte                           |
| Emanuelle Araújo    | Dandara França                        |
| Marcelo Faria       | Jorge Lobo (Lobão)                    |
| Jeniffer Nascimento | Solange da Conceição (Sol)            |
| Guilherme Hamacek   | João Spinelli França                  |
| Manu Gavassi        | Victória Nóbrega (Vicki)              |
| Antônio Carlos      | Wallace Batista (Negão)               |
| Michel Joelsas      | Henrique Schneider                    |
| Cadu Libonati       | Jefferson Oliveira (Jeff)             |
| Maria Luiza Campos  | Mariana Noronha (Mari)                |
| Helena Fernandes    | Lucrécia Gardel                       |
| Ana Rios            | Bárbara Boaz (Ruiva)                  |
| Paulo Dalagnoli     | Lírio Lorenzzo / Florisvaldo Silvino  |
| Odilon Wagner       | Heideguer Schneider                   |
| Patrícia França     | Delma Ramos                           |
| Felipe Camargo      | Marcelo Ramos                         |
| Daniele Suzuki      | Roberta Fraga                         |
| Guilherme Piva      | Edgard de Monmart (Ed)                |
| Leo Jaime           | Fernando Rocha (Nando)                |
| Edmilson Barros     | Lincoln Oliveira                      |
| Josie Antello       | Rute Oliveira                         |
| Iná de Carvalho     | Dalva Menezes (Dona Dalva)            |
| Edvana Carvalho     | Elizabete da Conceição (Bete)         |
| Yasmin Gomlevsky    | Joaquina Bocaiúva                     |
| Lellê               | Guta                                  |
| Maurício Pitanga    | Luiz                                  |
| Gabi Lopes          | Priscila                              |
| Jéssica Lobo        | Fabiana (Fabi)                        |
| Renan Pitanga       | Matheus                               |
| Gabriel Reif        | Rominho                               |
| Ramon Francisco     | Rico                                  |
| Jean Amorim         | Marcão                                |
| Bruno Fraga         | Zé                                    |
| Bruno Hoffmann      | Max                                   |
| Otávio Mella        | Léo                                   |
| Ycaro Tavares       | Thawik                                |
| Bianca Vedovato     | Maria Antônia Ramos (Tomtom)          |

### Participações especiais
| Intérprete            | Personagem                                     |
| --------------------- | ---------------------------------------------- |
| Mário Frias           | Renê Spinelli                                  |
| Nanda Costa           | Josefina Carrara                               |
| Cleiton Morais        | Paulo Brum                                     |
| Álamo Facó            | Haroldo Motta Silveira                         |
| Alice Wegmann         | Lia Martins                                    |
| Ana Botafogo          | ela mesma                                      |
| Ana Paula Bouzas      | Quitéria Cobreloa                              |
| Nicole Gomes          | Tainá                                          |
| Cacá Ottoni           | Morgana Rocha                                  |
| Daniel Blanco         | Gilberto Porto (Gil)                           |
| David Lucas           | Álvaro Gabriel Antunes Júnior (Orelha)         |
| Nikolas Antunes       | Dr. Germano                                    |
| Felipe Cunha          | Andrei                                         |
| Matheus Cunha         | Júlio                                          |
| Diego Amaral          | Alan Menezes                                   |
| Daniela Dillan        | Paula                                          |
| Caio Lucas Leão       | Luiz Cláudio                                   |
| Luellem Castro        | Ana Flor                                       |
| Dinho Ouro Preto      | ele mesmo                                      |
| Erick Silva           | ele mesmo                                      |
| Fly                   | ele mesmo                                      |
| Irene Ravache         | ela mesma                                      |
| Jéssica Andrade       | Ronda                                          |
| João Vitti            | Marcus Figueiredo                              |
| John Green            | Ele mesmo                                      |
| José Aldo             | ele mesmo                                      |
| Juliana Paiva         | Maria de Fátima dos Prazeres Menezes (Fatinha) |
| Junior Cigano         | ele mesmo                                      |
| Luan Santana          | ele mesmo                                      |
| Maksin Oliveira       | Inseptor Robson de Oliveira                    |
| Marcelo Adnet         | José Alvarenga                                 |
| Miguel Costa          | Robinson                                       |
| Narcisa Tamborindeguy | ela mesma                                      |
| Natiruts              | eles mesmos                                    |
| NX Zero               | eles mesmos                                    |
| Patrick Torres        | Reinaldo                                       |
| Paula Fernandes       | ela mesma                                      |
| Pedro Rizzo           | ele mesmo                                      |
| Ronny Kriwat          | Franz                                          |
| Tonico Pereira        | Santiago                                       |
| Matheus de Oliveira   | Matheus                                        |
| Bianca Loyola         | Bia                                            |
| Beatriz de Oliveira   | Beatriz                                        |
| Bismarck Lima         | Bismarck                                       |
| Carla Vanúbia         | Carla                                          |
| Brigida Andrade       | Brigida                                        |
| Naty Meg              | Manuela                                        |
| Ademir de Souza       | Simplício da Conceição                         |
| Ana Vitória Bastos    | Luísa                                          |
| Camile Leite          | Paty                                           |
| Carolina Macieira     | Ana                                            |
| Chico Mello           | Panda                                          |
| Luma Antunes          | Aline                                          |
| Alan Pellegrino       | Juvenal                                        |

## Exibição
Foi reprisada de 25 de janeiro de 2021 a 28 de janeiro de 2022, em 263 capítulos, substituindo a reprise de Malhação: Viva a Diferença, uma vez que as produções da próxima temporada inédita seguiam interrompidas por conta da pandemia de COVID-19, até serem canceladas em definitivo ocasionando no fim de Malhação após 27 temporadas exibidas. Seu horário foi preenchido pela extensão da sessão Vale a Pena Ver de Novo.
A novela não foi exibida no dia 6 de julho de 2021 devido á transmissão da semifinal do Campeonato Europeu de Futebol de 2020, com o jogo entre Itália e Espanha e no dia 5 de novembro de 2021 por conta da cobertura do acidente de avião que causou a morte da cantora Marília Mendonça.
Foi reprisada no canal Viva, em formato de capítulos duplos, substituindo a vigésima primeira temporada na faixa das 16h15, com reprises às 3h45 e às 10h30, sendo a última temporada de Malhação exibida no canal. Sua estreia aconteceu no dia 29 de abril de 2025 e sua exibição aconteceu até o dia 9 de junho de 2025 (concluída até o capítulo 30), nas últimas horas de atividade do Viva, que foi substituído pelo Globoplay Novelas na noite do mesmo dia. Por decisão da Globo, a temporada não iria continuar sua transmissão na grade do novo canal e os telespectadores foram orientados a continuar acompanhando a trama pelo catálogo do Globoplay.

### Exibição internacional
Foi exibida nos países Angola e Moçambique pelo canal Zap Novelas entre 03 de julho de 2019 e 19 de março de 2020 substituindo a novela infantil Carinha de Anjo.

## Recepção

### Audiência
Exibição original
A temporada estreou com 16.5 pontos de audiência, um a mais que a anterior. No primeiro mês, a trama conseguiu elevar os números da temporada anterior, marcando entre 17 e 18 pontos. Em agosto, no entanto, quando foi exibida mais cedo pelo horário político, a trama chegou a atingir apenas 12 pontos. Após seis meses, a partir do início de 2015, a temporada conseguiu reagir, chegando a atingir números entre 19 e 20 pontos em abril. Em 14 de julho de 2015 bateu o recorde de audiência ao conquistar 21,2 pontos. Já no Rio de Janeiro a temporada conseguiu atingir 26 pontos em 27 de novembro de 2014. No último capítulo marcou 18 pontos de média, com picos de 21, representando um aumento de três pontos em relação à temporada anterior.
Teve média geral de 15,94 pontos, representando um aumento de 1,5 pontos em relação à temporada anterior.
Reprise
Em seu primeiro capítulo, a novela cravou 17,2 pontos, 0,7 pontos a mais que a sua estreia em 2014. O segundo capítulo cravou 18,4 pontos. No sétimo capítulo, exibido em 2 de fevereiro de 2021, a novela bate seu único recorde com 19,7 pontos.
Em 4 de junho, a novela registra sua menor média desde a estreia com 12,1 pontos.
O último capítulo registrou apenas 15,6 pontos, sendo a terceira menor média de um desfecho de Malhação, ficando atrás apenas das temporadas Casa Cheia (2013) e Intensa Como a Vida (2012). Teve média geral de 15,65 pontos.

### Prêmios e indicações
| Ano  | Prêmio                         | Categoria               | Indicado                        | Resultado |
| ---- | ------------------------------ | ----------------------- | ------------------------------- | --------- |
| 2014 | Capricho Awards                | Programa de TV Nacional | Rosane Svartman e Paulo Halm    | Venceu    |
| 2014 | Capricho Awards                | Melhor Atriz Nacional   | Isabella Santoni                | Venceu    |
| 2014 | Capricho Awards                | Melhor Ator Nacional    | Arthur Aguiar                   | Indicado  |
| 2014 | Capricho Awards                | Melhor Ator Nacional    | Rafael Vitti                    | Venceu    |
| 2014 | Capricho Awards                | Troféu Pegação          | Isabella Santoni e Rafael Vitti | Venceu    |
| 2014 | Retrospectiva UOL              | Melhor Novela           | Rosane Svartman e Paulo Halm    | Indicado  |
| 2015 | Troféu Internet                | Melhor Novela           | Rosane Svartman e Paulo Halm    | Venceu    |
| 2015 | Troféu Internet                | Melhor Ator             | Arthur Aguiar                   | Indicado  |
| 2015 | Troféu Internet                | Melhor Ator             | Felipe Simas                    | Indicado  |
| 2015 | Troféu Internet                | Revelação               | Ana Júlia Dorigon               | Indicado  |
| 2015 | Troféu Internet                | Revelação               | Bruna Hamú                      | Indicado  |
| 2015 | Troféu Internet                | Revelação               | Guilherme Hamacek               | Indicado  |
| 2015 | Troféu Internet                | Revelação               | Isabella Santoni                | Indicado  |
| 2015 | Troféu Internet                | Revelação               | Rafael Vitti                    | Indicado  |
| 2015 | Prêmio Emmy Kids Internacional | Melhor série            | Rosane Svartman e Paulo Halm    | Indicado  |
| 2015 | Melhores do Ano                | Melhor Ator Revelação   | Rafael Vitti                    | Venceu    |
| 2015 | Melhores do Ano                | Melhor Atriz Revelação  | Isabella Santoni                | Venceu    |
| 2015 | Prêmio Extra de Televisão      | Revelação Masculina     | Rafael Vitti                    | Venceu    |
| 2015 | Prêmio Extra de Televisão      | Revelação Feminina      | Isabella Santoni                | Indicado  |
| 2015 | Prêmio Extra de Televisão      | Melhor Tema Musical     | "Agora Só Falta Você", Pitty    | Indicado  |

## Trilha sonora

### Malhação - Nacional 2014
Malhação - Nacional 2014  é o primeiro e único álbum da trilha sonora da 22.ª temporada de Malhação lançado pela Som Livre em 22 de setembro de 2014.

#### Lista de faixas
| N.º | Título                           | Compositor(es)                                         | Artista(s)                                   | Duração |  |
| 1.  | "Agora Só Falta Você"            | Rita Lee Luiz Carlini                                  | Pitty                                        | 3:44    |  |
| 2.  | "Tudo Que Você Quiser" (ao vivo) | Matheus Aleixo Felipe Oliver                           | Luan Santana                                 | 4:10    |  |
| 3.  | "Eu Vim pra Te Buscar"           | Leo Chaves Beto Rosa                                   | Victor & Leo com part. de Bruno & Marrone    | 3:35    |  |
| 4.  | "Quem Sabe"                      | Le Ticia                                               | Anitta                                       | 3:43    |  |
| 5.  | "Quase Sem Querer"               | Renato Russo Dado Villa-Lobos Renato Rocha             | Maria Gadú                                   | 3:12    |  |
| 6.  | "Meu Novo Mundo"                 | Chorão Thiago Castanho                                 | Charlie Brown Jr                             | 3:27    |  |
| 7.  | "Uma Gota no Oceano"             | Di Ferrero Gee Rocha                                   | NX Zero                                      | 3:52    |  |
| 8.  | "Ela Me Deixou"                  | Samuel Rosa Nando Reis                                 | Skank                                        | 3:59    |  |
| 9.  | "Quero Ser Feliz Também"         | Alexandre Carlo Natiruts                               | Natiruts                                     | 4:13    |  |
| 10. | "De Um Jeito ou de Outro"        | Fernanda Takai Marcelo Bonfá                           | Fernanda Takai                               | 5:09    |  |
| 11. | "Tô Bem Assim"                   | Debora Tiecher Diego Miranda Caio Correa               | Scracho                                      | 3:00    |  |
| 12. | "Esperança"                      | Dudu Golzi                                             | Aliados                                      | 03:04   |  |
| 13. | "Quem Vai Chorar Sou Eu"         | Serginho Meriti Rodrigo Leite                          | Diogo Nogueira com part. de Zeca Pagodinho   | 4:02    |  |
| 14. | "Moleque Danado" (ao vivo)       | Fernando Diniz Leco Cavallini Luciano Tiso Cléber Tiso | Oba Oba Samba House com part. de Lucas Lucco | 2:57    |  |
| 15. | "Galera da Laje"                 | Maderito Joe Benassi                                   | Gang do Eletro                               | 2:59    |  |
| 16. | "Mais Cheia de Charme"           | Guilherme Arantes Danny Sax                            | Danny Sax                                    | 3:40    |  |
| 17. | "Pretin"                         | Flora Matos [L X Leo Grijo                             | Flora Matos                                  | 02:27   |  |
| 18. | "Levanta e Anda"                 | Emicida Rael Beatnick K-Salaam                         | [Emicida]] e Rael                            | 2:30    |  |
| 19. | "Bop"                            | Digão Caio Marquim Canisso                             | Cobra                                        | 3:15    |  |

Notas
- Estas canções não foram incluídas no álbum Malhação - Nacional 2014, mas tocam durante a trama.

1. Proibida Pra Mim (Grazon) – Charlie Brown Jr.
2. Esse Seu Jeito – Galera da Ribalta (tema de Pedro e Karina)
3. Rockstar - Galera da Ribalta (tema de Pedro e Karina)
4. Amor Pra Recomeçar - Frejat
5. Tempos Modernos - Jota Quest
6. Te Levar - Galera da Rilbalta
7. Menina Má - Anitta (tema de Jade)

Internacional
Não foi lançado comercialmente um álbum com a trilha sonora internacional da 22.ª temporada de Malhação. Entretanto, de acordo com a página oficial da temporada no site Memória Globo, estas são as canções que tocam na trama:
1. Your Window Pain - Kirsch & Bass (Tema de Pedro e Karina)
2. Pompeii - Bastille (Tema de Duca e Bianca)
3. Caught In Between - Sidney Bowen (Tema de Karina)
4. Shake The Room - Gamu (Tema de Jade)
5. So Undeniable - Kathryn Dean
6. And The Wheels Of Change - Son Of Levi (Tema de João e Vicki)
7. I Told You So - Kathryn Dean[161] (Tema de Jade/Jade e Cobra)
8. Change My Life - Tash Phillips (Tema de Cobra e Jade)
9. Addicted To My Disease - Kyle Castellani
10. The A Team - Ed Sheeran
11. A Little Kiss and Tell - Audrey Martells
12. Love Me Again - John Newman (Tema de Jade e Cobra)
13. Tiny Dancer - Elton John
14. This Should Be Good - Eric Berdon (Tema de Karina e Pedro)
15. For Real To Me - Chris Tian (Tema de Roberta)
16. Beside You - Simply Red (Tema de Bianca e Duca)
17. Midnight Memories – One Direction (Tema Karina e Pedro)
18. Summer – Calvin Harris (Tema de geral)
19. Burn – Ellie Goulding (Tema de geral)
20. Eye of the Tiger – Survivor (Tema dos lutadores)
21. The B-52's - Rock Lobster
22. Come on to Me - Emily Jaye
23. Neon Eyes – Saints of Valory (Tema de Duca e Nat)
24. Receive - Alanis Morissette